# Odontomyia limbata
Odontomyia limbata är en tvåvingeart som först beskrevs av Christian Rudolph Wilhelm Wiedemann 1822.  Odontomyia limbata ingår i släktet Odontomyia och familjen vapenflugor. Inga underarter finns listade i Catalogue of Life.